# Kisfüzes
Kisfüzes è un comune dell'Ungheria di 168 abitanti (dati 2001). È situato nella contea di Heves.